# 매일노동뉴스
매일노동뉴스는 1993년 창간된 노동 전문 매체로 현재 온오프라인으로 발행되고 있다.

## 개요
민주와 진보, 그리고 복지와 평화를 주창하면서, 진보적 의제 선도, 노동운동의 발전 및 사회 진보를 지지한다.
보수적인 경제지의 관점에 맞서는 노동과 진보에 기반을 둔 시각과 논조를 유지하면서, 특정 이해관계에 의해 편향되지 않는 정론을 추구하며, 노동과 진보의 모든 것을 담는 온-오프라인 통합 매체 구축을 목표로 한다.

## 사업
일간 매일노동뉴스 발행, 인터넷 레이버투데이 운영, 출판편집업·용역사업 등

## 연혁
- 1992년 7월18일 매일노동뉴스 1호, PC통신망으로 배포
- 1993년 5월18일 매일노동뉴스 창간, 노회찬 대표(발행인) 취임
- 1996년 4월30일 매일노동뉴스 1,000호 발행
- 1999년 고려대 노동대학원 제1회 노동문화상(노동언론부문) 수상
- 2000년 5월 24일 매일노동뉴스 2,000호 발행
- 2001년 '민주언론상 특별상' 수상
- 2003년 10월9일 박승흡 대표이사(발행인) 취임
- 2004년 9월15일 매일노동뉴스 3,000호 발행, 인터넷뉴스 '레이버투데이' 창간
- 2006년 3월17일 황원래 대표이사(발행인) 취임
- 2007년 5월 베를리너 특별판, 매월 1회 제작 시작
- 2008년 2월28일 박성국 대표이사(발행인) 취임
- 2008년 10월28일 매일노동뉴스 4,000호 발행
- 2012년 5월 창립 20주년
- 2012년 10월24일 지령 5,000호 발행
- 2013년 1월 2일 '100년 가는 노동언론'을 위한 증자사업 시작
- 2014년 10월30일 매일노동뉴스 영남본부 개소 및 영남 현지인쇄 개시
- 2016년 11월10일 6,000호 발행
- 2017년 3월 6일 부성현·박운 공동대표 취임
- 2017년 9월5~6일 서울시 좋은 일자리 도시 국제포럼 행사 주관
- 2020년 12월1일 7,000호 발행
- 2022년 11월4일 창립 30주년 기념식 및 후원행사

## 임원
- 회장 박승흡
- 공동대표이사·발행인 부성현
- 편집인 한계희
- 감사 정병욱 (민주사회를 위한 변호사모임 노동위원회 위원장)
- 고충처리위원장 박성국 논설위원

## 편집·취재진
- 편집국장 : 한계희
- 편집부국장 : 김학태
- 연윤정 선임기자
- 김미영 기자
- 제정남 기자
- 정기훈 사진기자
- 홍준표 기자
- 이재 기자
- 강예슬 기자
- 정소희 기자
- 임세웅 기자
- 어고은 기자
- 김효정 편집기자
- 김선영 편집기자

## 같이 보기
- 프레시안
- 레디앙